# Liste der Kulturdenkmäler in Rockenberg
Die folgende Liste enthält die in der Denkmaltopographie ausgewiesenen Kulturdenkmäler auf dem Gebiet  der Gemeinde Rockenberg, Wetteraukreis, Hessen.
Hinweis: Die Reihenfolge der Denkmäler in dieser Liste orientiert sich zunächst an Ortsteilen und anschließend der Anschrift, alternativ ist sie auch nach der Bezeichnung, der vom Landesamt für Denkmalpflege vergebenen Nummer oder der Bauzeit sortierbar.
Kulturdenkmäler werden fortlaufend im Denkmalverzeichnis des Landes Hessen durch das Landesamt für Denkmalpflege Hessen auf Basis des Hessischen Denkmalschutzgesetzes (HDSchG) geführt. Die Schutzwürdigkeit eines Kulturdenkmals hängt nicht von der Eintragung in das Denkmalverzeichnis des Landes Hessen oder der Veröffentlichung in der Denkmaltopographie ab.

## Oppershofen
| Bild           | Bezeichnung                                                                                            | Lage                                                             | Beschreibung | Bauzeit | Objekt-Nr. |
| -------------- | --- | ---------------------------------------------------------------- | ------------ | ------- | ---------- |
| weitere Bilder | St.-Anna-Kapelle                                                                                       | Außenliegend LageFlur: 14, Flurstück: 5                          |              |         | 6788 DDB   |
| weitere Bilder | Wegekreuze                                                                                             | Außenliegend Lage                                                |              |         | 6786 DDB   |
| weitere Bilder | Wetterbrücke                                                                                           | Bahnhofstraße o. Nr. LageFlur: 1, Flurstück: 804/3               |              |         | 6760 DDB   |
| weitere Bilder | | Bardostraße 10 LageFlur: 1, Flurstück: 116/7                     |              |         | 6762 DDB   |
| weitere Bilder | Gesamtanlage Oppershofen                                                                               | Lage                                                             |              |         | 6758 DDB   |
| weitere Bilder | Gesamtanlage Nonnenmühlen                                                                              | LageFlur: 8, Flurstück: 78                                       |              |         | 6758 DDB   |
| weitere Bilder | | Hasselgasse 16 LageFlur: 1, Flurstück: 24/2                      |              |         | 6764 DDB   |
| weitere Bilder | | Hauptstraße 1 LageFlur: 1, Flurstück: 101                        |              |         | 6766 DDB   |
| weitere Bilder | Rathaus                                                                                                | Hauptstraße 3 LageFlur: 1, Flurstück: 99                         |              |         | 6768 DDB   |
| weitere Bilder | | Hauptstraße 5 LageFlur: 1, Flurstück: 47/1                       |              |         | 6770 DDB   |
| weitere Bilder | | Hauptstraße 13 LageFlur: 1, Flurstück: 56                        |              |         | 6772 DDB   |
| weitere Bilder | Wegekreuz                                                                                              | Kettelerstraße/Ecke Schillerstraße LageFlur: 12, Flurstück: 317  |              |         | 6774 DDB   |
| weitere Bilder | Portal                                                                                                 | Södeler Straße 14 LageFlur: 1, Flurstück: 32/1                   |              |         | 6778 DDB   |
| weitere Bilder | Kath. Pfarrkirche St. Laurentius mit Taufbecken, Grabmälern und Kruzifixus auf dem umgebenden Kirchhof | Södeler Straße 23 LageFlur: 1, Flurstück: 113/1, 113/2 und 113/3 |              |         | 6780 DDB   |
| weitere Bilder | Kruzifixus                                                                                             | Södeler Straße o. Nr. LageFlur: 1, Flurstück: 26/2               |              |         | 6782 DDB   |
| weitere Bilder | Wegekreuz                                                                                              | Södeler Straße o. Nr. LageFlur: 1, Flurstück: 757                |              |         | 6776 DDB   |
| weitere Bilder | | Steinfurther Straße 6/8 LageFlur: 1, Flurstück: 122 u. 123/1     |              |         | 6784 DDB   |

## Rockenberg
| Bild            | Bezeichnung                                                                                      | Lage | Beschreibung | Bauzeit                                                                          | Objekt-Nr. |
| --------------- | ------------------------------------------------------------------------------------------------ | --- | --- | -------------------------------------------------------------------------------- | ---------- |
| Bild gesucht BW | Siedlung der Gefängnis-Beamten (Sachgesamtheit)                                                  | Alexander-Bornemann-Straße 1/2,3/4 und 5/6; Alexander-Weitzel-Straße 2/4, 3/5, 6/8, 7/9 und 11; Der Gambacher Weg 1/3, 2/4, 5/7, 6/8, 9/11, 10/12, 14/16 und 18/20 LageFlur: 1, Flurstück: 343/1; 385 und 388/2; 342/1, 342/2 und 343/1 | |                                                                                  | 6688 DDB   |
| weitere Bilder  | Ehem. Zisterzienserinnenkloster Marienschloß und späteres Landeszuchthaus, heute Jugendgefängnis | Alexander-Weitzel-Straße 2-8 LageFlur: 1, Flurstück: 386, 388/1 und 388/2 | 1338 gestiftetes Nonnenkloster, das im 18. Jahrhundert im Stil des Barock und Rokoko grundlegend erneuert wurde, weitere Umbauten im 19. Jahrhundert durch Umwandlung in ein Zuchthaus; Marienkirche, Äbtissinnenbau mit Hauptpforte, Priorinnengebäude, Äbtissinnenbau, Prälatenbau und Konventgebäude | 2. Hälfte des 18. Jahrhunderts, im Kern teils älter, Umbauten im 19. Jahrhundert | 6690 DDB   |
| Bild gesucht BW | Verbotsstein                                                                                     | außenliegend LageFlur: 8, Flurstück: 18 | |                                                                                  | 6754 DDB   |
| weitere Bilder  | Wegekreuze                                                                                       | außenliegend LageFlur: 14, 7, 9, 11, Flurstück: 77, 152, 47, 31 | |                                                                                  | 6752 DDB   |
| weitere Bilder  | Riedmühle                                                                                        | Bad Nauheimer Straße 2 LageFlur: 11, Flurstück: 19 | |                                                                                  | 6692 DDB   |
| weitere Bilder  | Anna-Kapelle und Marien-Statue                                                                   | Bergstraße 24 Lage | |                                                                                  | 6694 DDB   |
| Bild gesucht BW | Gesamtanlage Rockenberg                                                                          | Lage | |                                                                                  | 6684 DDB   |
| Bild gesucht BW | Wegekreuz                                                                                        | Griedeler Straße o. Nr. LageFlur: 17, Flurstück: 61 | |                                                                                  | 6696 DDB   |
| Bild gesucht BW |                                                                                                  | Kirchgasse 1 LageFlur: 1, Flurstück: 352 | |                                                                                  | 6698 DDB   |
| Bild gesucht BW | Spritzenhaus                                                                                     | Kirchgasse 2 LageFlur: 1, Flurstück: 26 | |                                                                                  | 6700 DDB   |
| weitere Bilder  |                                                                                                  | Kirchgasse 3 LageFlur: 1, Flurstück: 355 | |                                                                                  | 6702 DDB   |
| Bild gesucht BW | „Schwesternhaus“                                                                                 | Kirchgasse 8 LageFlur: 1, Flurstück: 32 | |                                                                                  | 6704 DDB   |
| weitere Bilder  | Katholische Pfarrkirche St. Gallus                                                               | Kirchgasse 10 LageFlur: 1, Flurstück: 31 | |                                                                                  | 6706 DDB   |
| weitere Bilder  |                                                                                                  | Klostergasse 6 LageFlur: 1, Flurstück: 68 | |                                                                                  | 6708 DDB   |
| Bild gesucht BW |                                                                                                  | Mühlgasse 12 LageFlur: 1, Flurstück: 127 | |                                                                                  | 6710 DDB   |
| Bild gesucht BW | Wegekreuz                                                                                        | Münzenberger Pfad o. Nr. LageFlur: 15, Flurstück: 204/14 | |                                                                                  | 6712 DDB   |
| weitere Bilder  | Wegekreuz                                                                                        | Münzenberger Straße o. Nr. LageFlur: 1, Flurstück: 600/5 | |                                                                                  | 6714 DDB   |
| weitere Bilder  | Marien-Apotheke                                                                                  | Obergasse 1 LageFlur: 1, Flurstück: 20/1 | |                                                                                  | 6716 DDB   |
| weitere Bilder  | Burg und ehem. Rentamt                                                                           | Obergasse 3 LageFlur: 1, Flurstück: 178/6, 175/3, 178/4 | |                                                                                  | 6718 DDB   |
| weitere Bilder  | Ehem. Gasthof „Zum Stern“                                                                        | Obergasse 10 LageFlur: 1, Flurstück: 13/9 | |                                                                                  | 6720 DDB   |
| weitere Bilder  | Rathaus                                                                                          | Obergasse 12 LageFlur: 1, Flurstück: 12/2 | |                                                                                  | 6724 DDB   |
| weitere Bilder  | „Freier Platz“                                                                                   | Obergasse o. Nr. LageFlur: 1, Flurstück: 614 | |                                                                                  | 6726 DDB   |
| Bild gesucht BW | Wegekreuz                                                                                        | Obergasse o. Nr. LageFlur: 1, Flurstück: 597/1 | |                                                                                  | 6722 DDB   |
| Bild gesucht BW | Pfarrhof                                                                                         | Pfarrgasse 1 LageFlur: 1, Flurstück: 36 | |                                                                                  | 6728 DDB   |
| Bild gesucht BW | Erdkeller                                                                                        | Pfarrgasse o. Nr. LageFlur: 1, Flurstück: 603 | |                                                                                  | 6730 DDB   |
| Bild gesucht BW |                                                                                                  | Scheidgasse 10 LageFlur: 1, Flurstück: 34/1 | |                                                                                  | 6732 DDB   |
| Bild gesucht BW |                                                                                                  | Scheidgasse 11 LageFlur: 1, Flurstück: 164 | |                                                                                  | 6734 DDB   |
| weitere Bilder  | Evangelische Gustav-Adolf-Kirche                                                                 | Schloßstraße LageFlur: 1, Flurstück: 344 | |                                                                                  | 6736 DDB   |
| Bild gesucht BW |                                                                                                  | Schulgasse 6 LageFlur: 1, Flurstück: 7/1 | |                                                                                  | 6738 DDB   |
| Bild gesucht BW |                                                                                                  | Schulgasse 14 LageFlur: 1, Flurstück: 247 | |                                                                                  | 6740 DDB   |
| Bild gesucht BW |                                                                                                  | Untergasse 7 LageFlur: 1, Flurstück: 154 | |                                                                                  | 6742 DDB   |
| Bild gesucht BW |                                                                                                  | Untergasse 11 LageFlur: 1, Flurstück: 156 | |                                                                                  | 6744 DDB   |
| weitere Bilder  | Wegekreuz                                                                                        | Wohnbacher Weg o. Nr. LageFlur: 1, Flurstück: 659 | |                                                                                  | 6746 DDB   |
| Bild gesucht BW |                                                                                                  | Ziegelgasse 10 LageFlur: 1, Flurstück: 146/2 | |                                                                                  | 6748 DDB   |
| Bild gesucht BW |                                                                                                  | Ziegelgasse 14 LageFlur: 1, Flurstück: 173 | |                                                                                  | 6750 DDB   |